# Jean Moreau (homme politique, 1742-1811)
Pour les articles homonymes, voir Jean Moreau et Moreau.
Jean Moreau, né le 7 septembre 1742 à Stainville (Meuse), mort le 2 novembre 1811 à Bar-le-Duc, est un homme politique de la Révolution française.

## Biographie
En 1791, la France devient une monarchie constitutionnelle en application de la Constitution du 3 septembre. Le même mois, Jean Moreau, alors procureur-syndic de la Meuse, il est élu député, le premier du département sur huit, à l'Assemblée nationale législative.
En février 1792, il vote en faveur de la mise en accusation de Bertrand de Molleville, le ministre de la Marine. En août de la même année, il vote en faveur de la mise en accusation du marquis de La Fayette.
La monarchie française s'effondre à l'issue de la journée du 10 août 1792. Le palais des Tuileries est pris par les bataillons de fédérés et les manifestants des faubourgs, et la famille royale incarcérée à la tour du Temple.
En septembre, Jean Moreau est réélu député de la Meuse, le premier sur huit, à la Convention nationale. Il siège sur les bancs de la Plaine. Lors du procès de Louis XVI, il vote la détention et le bannissement à la paix et se prononce en faveur de l'appel au peuple et du sursis à l'exécution. En avril 1793, il vote en faveur de la mise en accusation de Jean-Paul Marat. En mai de la même année, il vote en faveur du rétablissement de la Commission des Douze.
il siège avec les modérés et vote pour la détention de Louis XVI. Il démissionne le 16 août 1793. Il entre au Conseil des Anciens le 21 vendémiaire an IV mais démissionne dès le 4 prairial an IV. En 1809, il est nommé conseiller de préfecture dans la Meuse.

## Sources
1. ↑  Archives parlementaires de 1787 à 1860, Première série, tome 34, p. 38.
2. ↑  Archives parlementaires de 1787 à 1860, Première série, tome 39, séance du 8 mars 1792, p. 494.
3. ↑  Archives parlementaires de 1787 à 1860, Première série, tome 47, séance du 8 août 1792, p. 583.
4. ↑  Archives parlementaires de 1787 à 1860, Première série, tome 62, séance du 13 avril 1793, p. 35.
5. ↑  Archives parlementaires de 1787 à 1860, Première série, tome 65, séance du 28 mai 1793, p. 534.

- Ressource relative à la vie publique :   - Base Sycomore
- Notices d'autorité :   - VIAF
  - ISNI
  - BnF (données)
  - IdRef
  - LCCN
  - GND
- « Jean Moreau (homme politique, 1742-1811) », dans Adolphe Robert et Gaston Cougny, Dictionnaire des parlementaires français, Edgar Bourloton, 1889-1891 [détail de l’édition]